# Myotis rosseti
Myotis rosseti es una especie de murciélago de la familia Vespertilionidae.

## Distribución geográfica
Se encuentra en Camboya, Laos y Tailandia.
Tailandia.